# Stormen Bodil
Stormen Bodil, også kendt som Xaver (Tyskland) og Sven (Sverige), var et lavtryk og en vinterstorm, der i perioden d. 4.-7. december 2013 ramte det nordvestlige Europa. Prognoserne forudså middelvinde på op til 25-30 m/s og med vindstød af orkanstyrke. Danmarks Meteorologiske Institut udsendte et varsel om en betydelig risiko for stormflod, der kunne oversvømme kystområderne langs Irske Hav og Nordsøen, herunder Danmarks vestkyst.
I Danmark kostede Bodil en 72-årig kvinde livet. Stormen var forholdsvis langvarig og skabte helt ekstraordinært stormflod i dele af de indre danske farvande - bl.a. i Roskilde Fjord.

## Navn
Stormen fik navnet Bodil efter en afstemning blandt Danmarks Meteorologiske Instituts 130 medarbejdere, der inkluderede fem danske navne. Klima- og energiminister Martin Lidegaard besluttede den 5. december 2013, at alle fremtidige storme skulle bære et navn, efter stormen den 28. oktober 2013 bar mange forskellige navne i vore nabolande. Efterfølgende, i et samarbejde med EkstraBladets læsere, blev den forrige storm døbt Allan, navngivet efter sagen om Allan Simonsen i Vild med Dans. Det Frie Universitet i Berlin gav den navnet Xaver, og i Polen valgtes navnet Ksawery, der er det polske svar på Xaver.
Det svenske meteologiske institut (SMHI) navngav stormen Sven, eftersom 5. december er Svens navnedag. I Holland blev stormen kendt som Sinterklaasstorm, fordi Skt. Nikolaus aften traditionelt bliver fejret denne aften.
Navngivning af fremtidige storme over dansk landområde ligger allerede fast, men meldes først ud når et af DMI fastsat kriterium overskrides.

### I populærkultur
I Storbritannien blev der på Twitter brugt følgende hashtag (#): #scotstorm, #Xaver, #UKstorm, mens de danske brugere kommunikerede under hashtag'gene #stormdk og #bodil. Både Beredskabsstyrelsen, EnergiMidt og flere politikredse opdaterer via Twitter. Under hashtag #husly kom der over 800 gæstfrie tilbud til strandede danskere, der kunne inkludere alt fra overnatning til andesteg.

## Prognose
Danmarks Meteorologiske Institut (DMI) observerede lavtrykket en uge i forvejen over Grønland, og varslede fem dage i forvejen. I Danmarksstrædet, nordvest for Island, blev der den 4. december 2013 meldt om et særdeles kraftigt lavtryk, der frygtedes at udvikle sig eksplosivt natten over. I Storbritannien udsendte Met Office en Kategori 2-varsel i Skotland og de nordlige dele af England, hvor der var risiko for vindstød på om imod 145 km/t. Environment Agency udgav en advarsel om, at lokalsamfund på Englands østkyst skulle forberede sig på den værste stormflod i 30 år med en betydelig fare for oversvømmelser mellem den 5.-7. december 2013.
DMI udsendte Kategori 2-varsler i hele Danmark, med en frygt for forhøjede vandstande i både Vadehavet og indre danske farvande. Det svenske meteorologiske institut advarede om kraftige snefald samt flere advarsler om kraftige vindstød.
I de nordvesttyske stater, herunder Niedersachsen, meldte det tyske meteorologiske institut om vindstød på op imod 140 km/t, samtidig med de frygtede en gentagelse af stormfloden i 1962, hvor 340 mennesker mistede livet i Hamborg. Det meldtes dog, at kystbeskyttelsen er blevet bedre, hvorfor tabstallet ikke forventedes ligeså højt.

### Forberedelse
En britisk olieplatform nordøst for Aberdeen blev den 4. december evakueret forud for stormen. Flere togselskaber i de berørte lande meddelte, at den 5. december ville de køre med færre afgange og aflyste tog. Det gjaldt East Coast (England), DSB (Danmark), Scotrail (Skotland) og Arriva (Danmark). I London blev Thames Barrier lukket for at kontrollere vandstanden i Themsen.

## Virkninger

### Danmark
Torsdag den 5. december lukkede Banedanmark for al togtrafik i Jylland fra kl. 14:00, Fyn fra kl. 16:00 og Sjælland fra kl. 18:00. Storebæltsbroen, Vejlefjordbroen, Den nye Lillebæltsbro, Den gamle Lillebæltsbro, Svendborgsundbroen, Øresundsbroen, Limfjordsbroen og Alssundbroen blev lukket for trafik. Københavns Lufthavn lukkede for al flytrafik fra kl. 18:30. Nordvest-vinden pressede store mængder vand op i 2 meters højde inde i Roskilde Fjord og truede med at oversvømme Vikingeskibsmuseet i Roskilde. Skaderne blev opgjort til 11,5 mio. kr.
Stormrådet bekendtgjorde d. 10. december 2013, at store dele af Danmarks kyster blev ramt af stormflod i forbindelse med stormen. Især området ved Roskilde Fjord blev hårdt ramt, og i Frederikssund og Jyllinge Nordmark mistede i alt ca. 600 familier deres hjem. I lavtliggende områder skulle vandet bekæmpes op til en uge efter stormen.
Et år efter stormen forlød det fra Naturstyrelsen, at planterskoler kom til at mangle frø, da stormen havde væltet en stor mængder træer i et område med særligt attraktive træer i Stenderup ved Kolding.. Det har senere vist sig at Bodil med stormen Allan ødelagde næsten 2500 hektar skov svarende til over to millioner træer.

### Frankrig
Stormen blev mildere end ventet på Frankrigs nordkyst nær Dunkirk. Den højeste vandstand, der blev observeret ved lavvande var omkring 2,4 meter i DUnkirk, mens der i Calais og Boulogne-sur-Mer blev observeret større forskelle mellem den forventede vandstand og den egentlige.

### Holland og Belgien
I Belgien evakuerede kommunen Bredene 2083 beboere i området mellem Sas Slijkens og Spuikom samt ved Bruges-Ostend kanalen.
Stormen passerede uden store ødelæggelser langs landets kyst. I Ostend blev højvande målt til 6,33 meter over normal lavvande, hvilket er den højeste stigning langs Belgiens kyst siden 1953.
I havnen Antwerp rev skibet C Ladybug sig løs og blev blæst over havnebassinet før det igen blev forankret ved hjælp af to slæbebåde.
I Westerschelde blev sejlads mellem Vlissingen og Deurgancdok, Antwerp forsinket efter fem containere faldt af et skib; fire af dem var tomme, mens den sidste var fyldt med Tapioka. De drev senere i land nær Terneuzen.
I Holland nåede havet det højeste niveau siden Stormfloden i Nordsøen 1953, med 3,99 meter over normalt haveniveau. I 1953 nåede havet 4,55 m om natten den 1. februar, og diger bristede mindste 90 steder, hvilket resulterede i den værste naturkatastrofe i Holland i 1900-tallet. Stormflodsbarrieren Oosterscheldekering lukkede alle 62 sluser torsdag nat og flere områder omkring Rotterdam oplevede oversvømmelser. Mindre oversvømmelser blev også rapporteret i Dordrecht og Vlaardingen.

### Storbritannien
I Glasgow, Skotland blev Glasgow Central Station den 5. december kl. 8:00 evakueret, da flyvende vragrester havde brudt gennem taget. Scotrail havde senere samme dag aflyst al togtrafik, fordi trampoliner, høballer og træer blokere jernbanestrækninger. I Skotland var 20.000 husstande uden strøm, mens i Nordirland havde 6.000 husstande mistet strømmen.
Stormfloden fik floden Tyne til at gå over sine breder, og floden Tees oversvømmede landsbyen Port Clarance. Der skete også et stort brud på Greatham Creek, hvilket krævede reparation af en Boeing CH-47 Chinook helikopter fra RAF.

### Sverige
I Sverige steg vandstanden mere end ventet ved Skånes kyst. Der blev registreret 1,5 m over normalen, 1,57 m over normalen ved Viken, Höganäs kommun. Borgere blev rådet til at blive indendøre under stormen.

### Tyskland
Tyske myndigheder rapporterede bølger på op til seks meter, hvilket var de næsthøjeste siden 1825. Nogle dele af Hamborg blev oversvømmet, men der skete ingen personskader eller tab af liv. Alle byens 38 stormflodssluser blev lukket, hvilket formindskede stormens påvirken.

## Personskader
| Land    | Dødsfald | Bortkomne |
| ------- | -------- | --------- |
| Sverige | 7        | 0         |
| Polen   | 5        | 0         |
| UK      | 2        | 0         |
| Danmark | 1        | 0         |
| Total   | 15       | 0         |

Sverige
- En ældre kvinde frøs ihjel uden for en beskyttet bolig i Sollerön i Dalarna, da hun kun var iklædt morgenkåbe og ikke kunne komme ind i boligen.[42]
- To mænd faldt overbord fra et skib ud for Ystad og blev dræbt.[43]
- En pige på 16 år blev påkørt af to biler, da hun krydsede E22 omkring Hurva den 6. december for at finde en bus.[44]
- I forbindelse med skovrydning nær Trulstorp nord for Södre Rörum i Skåne døde en mand af sine kvæstelser.[42][45]
- Et træ væltede ned over en jæger, der døde på en mindre vej ud for Virestad i Älmhults kommune.[42]
- En 93-årig mand blev fundet død ved 13-tiden den 6. december ved E18 i Karlstad efter at han havde været forsvundet fra sit hjem i Våxnäs siden 8-tiden om morgen.[42]

Polen
- Tre personer blev dræbt, da deres bil blev ramt af et træ ved Lębork i det nordlige Polen.[46]
- En mand blev dræbt og 23 kvæstede, da en bus ramte et træ mellem byerne Czluchow og Przechlewo – 110 km sydvest for Gdańsk.[46]

Storbritannien
- I Bathgate, West Lothian blev en skotsk lastbilchaffør dræbt, da hans lastvogn blæste omkuld.[47][48]
- En mand blev dræbt af væltet træ i byen Retford, Nottinghamshire.[49]

Danmark
- 72-årig kvinde blev dræbt, da den varebil, hun var passager i, væltede omkuld på landevejen mellem Holstebro og Krunderup.[50]